# كحلة
كحلة هي قرية تاريخية فلسطينية، من قرى النقب البدوية. تقع القرية شمالي شارع 31 ويقطنها حوالي 1,000 مواطن. عام 1999 قررت حكومة الإحتلال الإسرائيلي الاعتراف بها ضمن مرعيت التي قسمت فيما بعد لثلاث قرى هي دريجات ومكحول وكحلة. اليوم تتبع القرية لنفوذ المجلس الاقليمي القيسوم. سمّيت القرية على أسم خربة كحلة الواقعة فيه. في القرية يوجد مغر وآبار مياه وخربة.

## خدمات وبنى تحتية
يوجد في قرية كحلة مدرسة ابتدائية واحدة؛ ينتقل طلاب الثانوية إلى بلدة كسيفة بشكل يومي. لا يوجد في القرية خدمات صحية، فيضطر السكان للسفر الى بلدة كسيفة لتلقي الخدمات.
بالرغم من ان قرية كحلة معترف بها من قبل دولة الاحتلال، إلا أن بيوت القرية غير مرتبطة بشبكة الكهرباء القطرية وسكانها يضطرون لاستعمال الواح الطاقات الشمسية. كما ان القرية غير مرتبطة بشبكة المياه، ويقوم السكان بمد الانابيب حتى بيوتهم من نقطة ارتباط رئيسية. البيوت في القرية غير مرتبطة بشبكة تصريف، ولا يوجد طرق معبدة. في قرية كحلة لا توجد خدمة لجمع النفايات إلا من المدرسة.

## الوضع التخطيطي
لقرية كحلة يوجد “خط أزرق” والذي يبين حدود القرية. مع هذا، وفي غياب خطة بناء مفصلة للقرية لا يستطيع السكان طلب تصاريح للبناء. وفي غياب التخطيط بيوت القرية معرضة لسياسة الهدم وبشكل دائم، على جزء من بيوت القرية هناك أوامر هدم.